# Superman: la serie animada
Superman: la serie animada es una serie animada de televisión basada en el personaje de DC Comics Superman. Fue producido por Warner Bros. Animation y originalmente fue presentada en Kids 'WB del 6 de septiembre de 1996 y fue finalizada el 12 de febrero de 2000. La serie fue la primera de varias escisiones de la aclamada Batman: La serie animada, y fue elogiado por igual a su complejidad de temática, animación de calidad, madurez y modernización de su personaje principal.
Fue producida por Bruce Timm y Paul Dini, y forma parte del mismo universo de ficción que Batman: la serie animada, Batman del futuro, Static Shock, El Proyecto Zeta, Liga de la Justicia y Liga de la Justicia Ilimitada.

## Producción
Estrenando diez años después del reinicio en 1986 del personaje de cómic de Superman, la serie animada rinde homenaje tanto a la clásica imagen del superhombre y como a la "moderna". Por ejemplo, la representación de Krypton refleja la versión anterior idealizado en la Edad de Plata de los cómics, mientras que el alcance de los poderes de Superman reflejan el concepto contemporáneo más moderado como el desarrollado por John Byrne en que el superhéroe tiene que luchar para realizar hazañas espectaculares, mientras que Clark Kent se demuestra que es abiertamente seguro de sí mismo (similar a la representación de Batman en su alter ego, Bruce Wayne, en Batman: la serie animada).
Originalmente, el productor Bruce Timm quería que el programa tuviese un imagen más al estilo de 1940, como realizada por Fleischer Studios. Otra hoja de diseño de carácter original mostraba a los personajes en un estilo estilizado de los años 1950 (no muy diferente a la de las Aventuras de Superman de acción en vivo de la serie de TV), lo que sugiere que los productores también consideraron el establecimiento de la serie durante ese período, o posiblemente terminarlo como Batman: la serie animada (se establece durante los tiempos modernos, pero con un estilo art déco) o como los productores dijeron, Gotham era art déco con elementos góticos, Metrópolis era un "Revestimiento marino Deco". Al igual que con la primera temporada de Batman, la secuencia del tema de apertura de Superman le faltaba un título en pantalla.
Un aspecto notable de la serie en ser reconstituidos del trabajo de Byrne era los poderes de Superman, que fueron significativamente restados de importancia en comparación con su cómic homólogo. Cuando, en el cómic podía levantar millones o miles de millones de toneladas sin esfuerzo, en esta versión Superman luchó por levantar camiones, equipos de construcción, carreteras, etc. Los autores admiten que se le hizo tan fuerte como la historia permitía. Su durabilidad también fue considerablemente menor. si bien las balas rebotaron en él, elementos de artillería pesada como balas de alto calibre, cañones y misiles le causaron dolor o malestar.
La segunda temporada fue originalmente programado para tener 26 episodios, pero se extendió a 28 episodios con el fin de dar cabida a una historia en dos partes con Supergirl.

## Episodios
| Temporada | Temporada | Episodios | Episodios | Emisión original         | Emisión original      |
| Temporada | Temporada | Episodios | Episodios | Primera emisión          | Última emisión        |
| --------- | --------- | --------- | --------- | ------------------------ | --------------------- |
|           | 1         | 13        | 13        | 6 de septiembre de 1996  | 15 de febrero de 1997 |
|           | 2         | 28        | 28        | 8 de septiembre de 1997  | 2 de mayo de 1998     |
|           | 3         | 13        | 13        | 19 de septiembre de 1998 | 12 de febrero de 2000 |

La serie se extendió a lo largo de 3 temporadas, con un total de 54 episodios. A la mitad de su emisión se combinó con episodios de The New Batman Adventures (una continuación de Batman: La serie animada), y ambas series pasaron a ser The New Batman/Superman Adventures.

## Personajes
El protagonista principal es Superman (Clark Kent), y lo acompañan sus padres adoptivos Johnatan y Marta Kent. Al final de la segunda temporada se une a la "familia" Kara In-Ze, la última sobreviviente del planeta Argo, cercano a Krypton, a quien Superman encontró en congelación criogénica. Desarrolló los mismos poderes que Superman, y aunque en los hechos no sean parientes reales la adoptó como su "sobrina" Kara Kent. Kara trabaja como Superchica, aunque a Superman no le agrada la idea.
A Clark Kent, por su parte, lo acompañan sus clásicos compañeros periodistas Lois Lane, Jimmy Olsen y Perry White.
Por el lado de los villanos, se puede destacar a Lex Luthor, en su versión de empresario; pero el más notorio es Darkseid y los habitantes de Apokolips.
Además, aparecen numerosos personajes invitados, como Batman, Wally West, Dr. Destino, Aquaman, Linterna Verde (Kyle Rayner), etc.

## Reparto
| Inglés: - Tim Daly: Kal-El / Clark Kent / Superman - Dana Delany: Lois Lane - Joseph Bologna: SCU Lt. Daniel "Dan" Turpin - George Dzundza: Perry White - David Kaufman: James "Jimmy" Olsen - Clancy Brown: Lex Luthor - Lisa Edelstein: Mercy Graves - Mike Farrell: Jonathan Kent - Shelley Fabares: Martha Kent - Victor Brandt: Profesor Emil Hamilton - Kevin Conroy: Bruce Wayne / Batman | Apariciones especiales: - Ron Perlman - Jax-Ur (3 episodios) - Leslie Easterbrook - Mala (del episodio "Regreso del Pasado") - Sarah Douglas - Mala (del episodio "Poder Absoluto") - Malcolm McDowell - John Corben / Metallo (6 episodios) - Michael Dorn - Kalibak & John Henry Irons / Acero (6 episodios) - Lori Petty - Leslie Willis / Livewire - Bruce Weitz - Bruno Mannheim (5 episodios) - Jodi Benson - Angela Evans Smith - Brad Garrett - Lobo y Bibbo y "Neato" Coralli (5 episodios) - William H. Macy - Director del Instituto de Ciencias Paranormales - Jason Marsden - Clark Kent adolescente - Nicholle Tom - Kara In-Ze / Kara Kent / Supergirl - Bud Cort - Juguetero - Melissa Joan Hart - Saturn Girl - Chad Lowe - Rokk Krinn / Cosmic Boy - Scott Menville - Kenny Braverman - Jason Priestley - Reep Daggle / Chameleon Boy - Kevin Conroy - Bruce Wayne / Batman - Mark Hamill - El Guasón - Arleen Sorkin - Harley Quinn - Paul Williams - Oswald Cobblepot / El Pingüino - John Glover - Edward Nygma / Enigma - Bob Hastings - Comisario James Gordon - Charity James - Roxanne Sutton / Roxy Rocket - Roddy McDowall - Dr. Jervis Tetch / El Sombrerero Loco - Henry Silva - Bane - Mathew Valencia - Tim Drake / Robin - David Warner - Ra's al Ghul - Kid Flash - Wally West |